# Rellotge molecular
El rellotge molecular és un terme figuratiu per descriure una tècnica que utilitza la taxa de mutació de les biomolècules per deduir el temps en el qual dues o més formes de vida van divergir en la prehistòria. Les dades biomoleculars que s'utilitzen per a aquests càlculs solen ser seqüències de nucleòtids quan s'estudia ADN o ARN  i seqüències d'aminoàcids quan s'estudien proteïnes. Els punts de referència per determinar la taxa de mutació solen ser dates fòssils o arqueològiques.
El rellotge molecular es va provar per primera vegada el 1962 sobre les variants de proteïnes de l'hemoglobina de diversos animals. Habitualment, s'utilitza en l'evolució molecular per estimar els temps d'especiació o radiació. De vegades s'anomena rellotge genètic o rellotge evolutiu.

## Descobriment i equidistància genètica

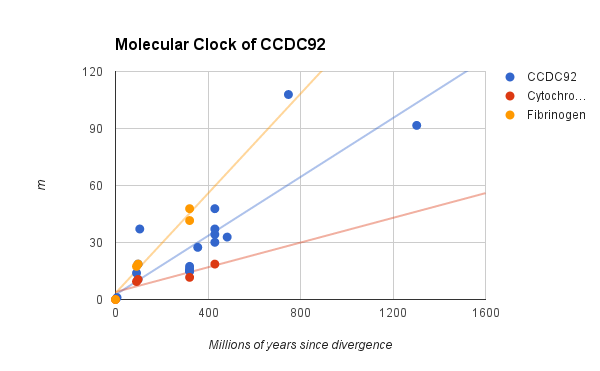
Exemple de rellotge molecular de CCDC92. És una representació de la rapidesa amb la qual el gen canvia. Es dona com a referència el fibrinogen, una proteïna que canvia ràpidament, i el citocrom C, una proteïna que canvia lentament.

La noció de "rellotge molecular" fou encunyada per Emile Zuckerkandl i Linus Pauling, que el 1962 subratllaren que la quantitat de diferències en els aminoàcids de l'hemoglobina entre llinatges encaixava amb la taxa evolutiva de divergència basada en les proves fòssils. Aquesta observació fou generalitzada, afirmant que la taxa de canvi evolutiu de qualsevol proteïna específica era aproximadament constant al llarg del temps i de diferents llinatges (conegut com la hipòtesi del rellotge molecular). També s'aplicà a l'evolució de les seqüències d'ADN, en particular a la teoria de l'evolució neutra.
El fenomen d'equidistància genètica va ser assenyalat per primera vegada el 1963 per Emanuel Margoliash, que va escriure: "Sembla que el nombre de diferències de residus entre el citocrom c de dues espècies qualsevol està principalment condicionat pel temps transcorregut des que les línies d'evolució que condueixen a aquestes dues espècies van divergir". Si això és correcte, el citocrom c de tots els mamífers hauria de ser igual de diferent que el citocrom c de totes les aus. Atès que els peixos difereixen de la tija principal de l'evolució dels vertebrats abans que els ocells o els mamífers, el citocrom c tant dels mamífers com dels ocells hauria de ser igualment diferent del citocrom c dels peixos. De la mateixa manera, tots els citocroms c dels vertebrats haurien de ser igualment diferents de la proteïna del llevat. Per exemple, la diferència entre el citocrom c d'una carpa i una granota, tortuga, pollastre, conill i cavall és d'un 13% a un 14%. De la mateixa manera, la diferència entre el citocrom c d'un bacteri i un llevat, blat, arna, tonyina, colom i cavall oscil·la entre el 64% i el 69%. Com més temps ha passat des que han divergit, més diferencies s'observen entre els seus citocroms c. Juntament amb el treball d'Emile Zuckerkandl i Linus Pauling, el resultat de l'equidistància genètica va conduir directament a la postulació formal de la hipòtesi del rellotge molecular a principis dels anys seixanta.
De la mateixa manera, Vincent Sarich i Allan Wilson el 1967 van demostrar que les diferències moleculars en proteïnes d'albúmina dels primats moderns suggerien que s'havien produït taxes de canvi aproximadament constants en tots els llinatges que van avaluar. La seva anàlisi es basava a reconèixer que si un llinatge d'espècies havia evolucionat més ràpidament que un llinatge d'espècies germanes des del seu avantpassat comú, les diferències moleculars entre una espècie de fora del grup i les espècies d'evolució més ràpida haurien de ser més grans (ja que s'haurien acumulat més canvis moleculars en aquest llinatge) que les diferències moleculars entre una espècie de fora del grup i les espècies d'evolució més lenta. Aquest mètode es coneix com a prova de velocitat relativa. L'article de Sarich i Wilson va informar, per exemple, que les reaccions immunològiques creuades d'albúmina humana (Homo sapiens) i albúmina de ximpanzé (Pan troglodytes) suggerien que aquestes eren igual de diferents que les de l'espècie Ceboidea (micos del nou món). Això significa que totes dues espècies havien acumulat canvis aproximadament iguals en l'albúmina des del seu avantpassat comú compartit. Van trobar el mateix patró en totes les comparacions de primats que van realitzar. Quan es va calibrar amb els pocs nusos de branques fòssils ben documentats (com ara no es van trobar fòssils de primats d'aspecte modern abans de la límit Cretaci-Paleogen) Sarich i Wilson van argumentar que la divergència entre els humans i els ximpanzés probablement es va produir fa només uns 4-6 milions d'anys.

## Relació amb la teoria neutral

Les mutacions puntuals poden ser neutres, sense sentit o amb canvi de sentit. Les mutacions neutres no causen un efecte en l'organisme, a diferència dels altres tipus de mutacions puntuals.

Zuckerkandl i Pauling van considerar la selecció natural i la deriva genètica com a possibles mecanismes del rellotge. Però més endavant, Motoo Kimura, el 1968 va argumentar que moltes substitucions a nivell molecular no estaven subjectes a la selecció natural, sinó a la deriva genètica. Kimura, juntament amb Jack King, Thomas Jukes i Tomoko Ohta van desenvolupar la teoria neutral de l'evolució molecular, ja que es va observar que la taxa de canvi molecular era similar al funcionament d'un rellotge.
Per exemple, que hi hagi N individus i, perquè el càlcul sigui senzill, que els individus siguin haploides (és a dir, que tinguin una còpia de cada gen). La taxa de mutacions neutres (és a dir, mutacions sense efecte sobre la forma física) en un individu nou és µ. La probabilitat que aquesta nova mutació es fixi en la població és d'1/N, ja que cada còpia del gen és tan bona com qualsevol altra. Cada generació, cada individu pot tenir noves mutacions, de manera que hi ha µN noves mutacions neutres a la població en general. Això vol dir que per cada generació, µ mutacions neutres es fixaran a la població. Si la majoria dels canvis observats durant l'evolució molecular són neutres, les fixacions en una població s'acumularan a una clock-rate (taxa semblant al funcionament d'un rellotge) que és igual a la taxa de mutacions neutres en un individu.

## Calibratge

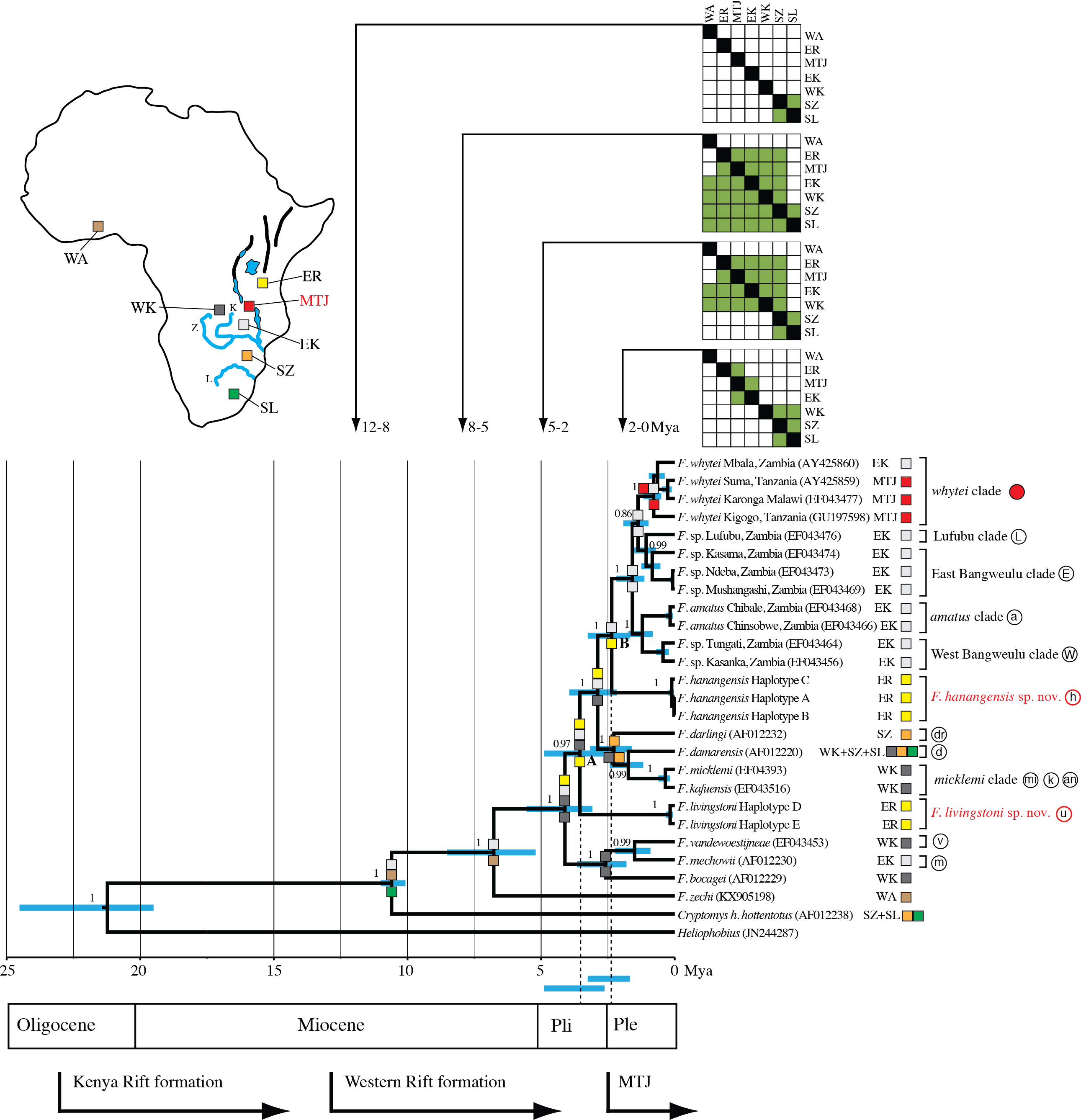
Relacions filogenètiques amb el rellotge molecular de clades de Fukomys. Arbre de màxima credibilitat de clades inferit mitjançant BEAST amb un model de rellotge molecular relaxat no correlacionat (que permet una taxa variable d'evolució de la seqüència a través de l'arbre).

El rellotge molecular només és capaç d'informar que un període és el doble que un altre, però no pot assignar dates concretes. La majoria de filogènies se solen calibrar mitjançant el registre fòssil. Hi ha dos mètodes generals per calibrar el rellotge molecular mitjançant dades fòssils: el calibratge del node i el calibratge de la punta.

### Calibratge de nodes
El calibratge de nodes, també anomenat datació de nodes, és un mètode per calibrar la filogènia que es realitza col·locant restriccions fòssils als nodes. Aquestes restriccions són els representants més antics descoberts d'aquest clade, que s'utilitzen per limitar la seva edat mínima. Pel fet que el registre fòssil pot ser incomplet o insuficient, probablement mai no es trobarà el veritable avantpassat comú d'un clade. Per tenir-ho en compte en les anàlisis de calibratge de nodes, s'ha d'estimar una edat màxima del clade. Determinar l'edat màxima és un repte perquè es basa en proves negatives: l'absència de fòssils més antics en aquest clade. Hi ha una sèrie de mètodes per obtenir l'edat màxima del clade, mitjançant models de naixement-mort, anàlisis de distribució estratigràfica de fòssils o controls tafonòmics. De manera alternativa, en lloc d'un màxim i un mínim, també es pot establir una probabilitat prèvia del temps de divergència i utilitzar-la per calibrar el rellotge. Hi ha diverses distribucions de probabilitats a priori que es poden utilitzar per expressar la probabilitat de l'edat de divergència vertadera en relació amb l'edat del fòssil. No obstant això, hi ha pocs mètodes empírics per estimar la forma i els paràmetres de la distribució de probabilitats.
Els mètodes tradicionals de calibratge del rellotge només poden fer ús d'una única restricció fòssil, mentre que les anàlisis modernes (BEAST i r8s) permeten l'ús de múltiples fòssils per calibrar el rellotge molecular. Els estudis de simulació han demostrat que augmentar el nombre de restriccions fòssils augmenta la precisió de l'estimació del temps de divergència.

### Calibratge de les puntes (Tip calibration)
El calibratge de les puntes, també anomenat datació de puntes, és un mètode de calibratge del rellotge molecular en el qual els fòssils es tracten com a tàxons i es col·loquen a les puntes de l'arbre. Això s'aconsegueix creant una matriu que inclou un conjunt de dades moleculars per als tàxons existents juntament amb un conjunt de dades morfològiques tant per als tàxons extingits com per als existents.
A diferència del calibratge de nodes, aquest mètode reconstrueix la topologia de l'arbre i col·loca els fòssils simultàniament. Els models moleculars i morfològics funcionen de manera sincrònica, permetent que la morfologia informi d'on estan col·locats els fòssils. El calibratge de les puntes fa ús de tots els tàxons fòssils rellevants durant el calibratge del rellotge, en lloc de dependre només del fòssil més antic de cada clade. Aquest mètode no es basa en la interpretació de proves negatives per inferir les edats màximes dels clades.

#### Evidència total de datació
Aquest enfocament del calibratge de les puntes fa un pas més, ja que és capaç d'estimar simultàniament on es troben els fòssils, la topologia i l'escala de temps evolutiva. En aquest mètode, l'edat d'un fòssil pot informar de la seva posició filogenètica, a més de la seva morfologia. Com que permet que tots els aspectes de la reconstrucció dels arbres es produeixin alhora, això redueix el risc de resultats esbiaixats. Aquest mètode s'ha millorat combinant-lo amb diferents models.
Un mètode actual de calibratge del rellotge molecular consisteix a combinar l'evidència total de datació amb el model fossilitzat de naixement-mort i un model d'evolució morfològica. Aquesta combinació permet col·locar fòssils en branques per sobre d'un organisme existent, en lloc de confinar-los a les puntes. Això s'aconsegueix perquè el model de naixement-mort permet utilitzar "avantpassats mostrejats", tàxons fòssils que són l'ancestre directe d'un tàxon o llinatge viu.

### Mètodes
Els mètodes bayesians poden proporcionar estimacions més adequades dels temps de divergència, especialment si s'utilitzen grans conjunts de dades, com els produïts per la filogenòmica.

## Controvèrsia del rellotge molecular
Des de la seva introducció, el rellotge molecular ha tingut tan defensors i detractors. Els primers el consideren el resultat més significatiu de la investigació en evolució molecular i els segons qüestionen la seva variabilitat, escala de temps, aplicabilitat i mecanismes (Wilson et al. 1987, Simpson 1964). Tot i que una certa variabilitat del rellotge molecular és esperada, des que es va introduir s'ha discutit sobre com de variable pot ser el rellotge perquè se segueixi considerant un rellotge.
Per exemple, investigadors com Francisco J. Ayala han desafiat la hipòtesi del rellotge molecular. Segons l'estudi d'Ayala de 1999, cinc factors es combinen per limitar l'aplicació de models de rellotge molecular: 
- Temps de generació canviant (en cas que la taxa de noves mutacions depengui en part del nombre de generacions en lloc del nombre d'anys).
- Mida de la població (la deriva genètica és més forta en poblacions petites i, per tant, més mutacions són neutres).
- Diferències específiques entre espècies (a causa de les diferències presents en el metabolisme, ecologia, història evolutiva, ...)
- Canvi en la funció de la proteïna estudiada (es pot evitar en espècies estretament relacionades mitjançant l'ús de seqüències d'ADN no codificants o fent èmfasi en mutacions silencioses).
- Canvis en la intensitat de la selecció natural.

### Taxa no constant del rellotge molecular
A vegades, només es pot estimar una única data de divergència a partir dels fòssils, a través de la qual s'infereixen la resta de dates. Altres espècies tenen abundants fòssils disponibles, fet que permet comprovar la hipòtesi de les taxes de divergència constants.
Des de principis dels anys noranta, la variació entre els tàxons ha demostrat ser un terreny fèrtil per a la investigació, fins i tot en períodes comparativament curts de temps evolutiu (per exemple, els rossinyols). Les aus marines de nas tubular tenen rellotges moleculars que, de mitjana, funcionen a la meitat de la velocitat de moltes altres aus, possiblement a causa de llargs temps de generació.
A més a més, moltes tortugues tenen un rellotge molecular que funciona a una vuitena part de la velocitat que té en petits mamífers, o encara més lent. És probable que els efectes de la mida reduïda de la població confonguin les anàlisis de rellotges moleculars.
El rellotge molecular té problemes desafiants a curt termini i a llarg termini. A curt termini, moltes diferències entre mostres no representen la fixació de diferents seqüències en les diferents poblacions. En canvi, representen al·lels alternatius que estaven presents com a part d'un polimorfisme en l'avantpassat comú. La inclusió de diferències que encara no s'han fixat condueix que la velocitat aparent del rellotge molecular augmenti. A llarg termini, el problema és la saturació. Quan ha passat el temps suficient, molts llocs han patit més d'un canvi, però és impossible detectar-ne més d'un. Això vol dir que el nombre de canvis observats ja no és lineal amb el temps, sinó que s'aplana. Fins i tot a distàncies genètiques intermèdies, amb dades filogenètiques encara suficients per estimar la topologia, el senyal per a l'escala general de l'arbre pot ser feble sota models de probabilitat complexos, fet que condueix a estimacions de rellotges moleculars molt incertes.

#### Mètodes alternatius com a solucions
Els investigadors del rellotge molecular, han desenvolupat mètodes alternatius com a solucions mitjançant diversos enfocaments estadístics, incloses tècniques de màxima versemblança i models Bayesians. En particular, s'han proposat models que tenen en compte la variació de la taxa entre llinatges per obtenir millors estimacions dels temps de divergència. Aquests models s'anomenen rellotges moleculars relaxats perquè representen una posició intermèdia entre la hipòtesi del rellotge molecular "estricte" i el model de múltiples taxes de Joseph Felsenstein. Aquestes són possibles mitjançant tècniques de cadenes de Markov Monte Carlo (MCMC) que exploren una gamma ponderada de topologies d'arbres i simultàniament estimen els paràmetres del model de substitució escollit. Cal recordar que les dates de divergència inferides mitjançant un rellotge molecular es basen en inferències estadístiques i no en proves directes.

## Aplicacions
La tècnica del rellotge molecular és una eina important en la sistemàtica molecular. La informació genètica molecular pot ser usada per determinar la classificació científica correcta dels organismes o per estudiar la variació de forces selectives. El coneixement d'una taxa aproximadament constant d'evolució molecular en determinats conjunts de llinatges també facilita l'establiment de les dates dels esdeveniments filogenètics, inclosos els no documentats per fòssils, com la divergència de tàxons vius i la formació de l'arbre filogenètic. En aquests casos, sobretot durant llargs períodes, cal tenir en compte les limitacions de la hipòtesi del rellotge molecular; aquestes estimacions poden estar equivocades en un 50% o més.

### Rellotge molecular per a malalties emergents

Organització genòmica del virus d'immunodeficiència felina. Es mostren les repeticions terminals llargues (LTR).

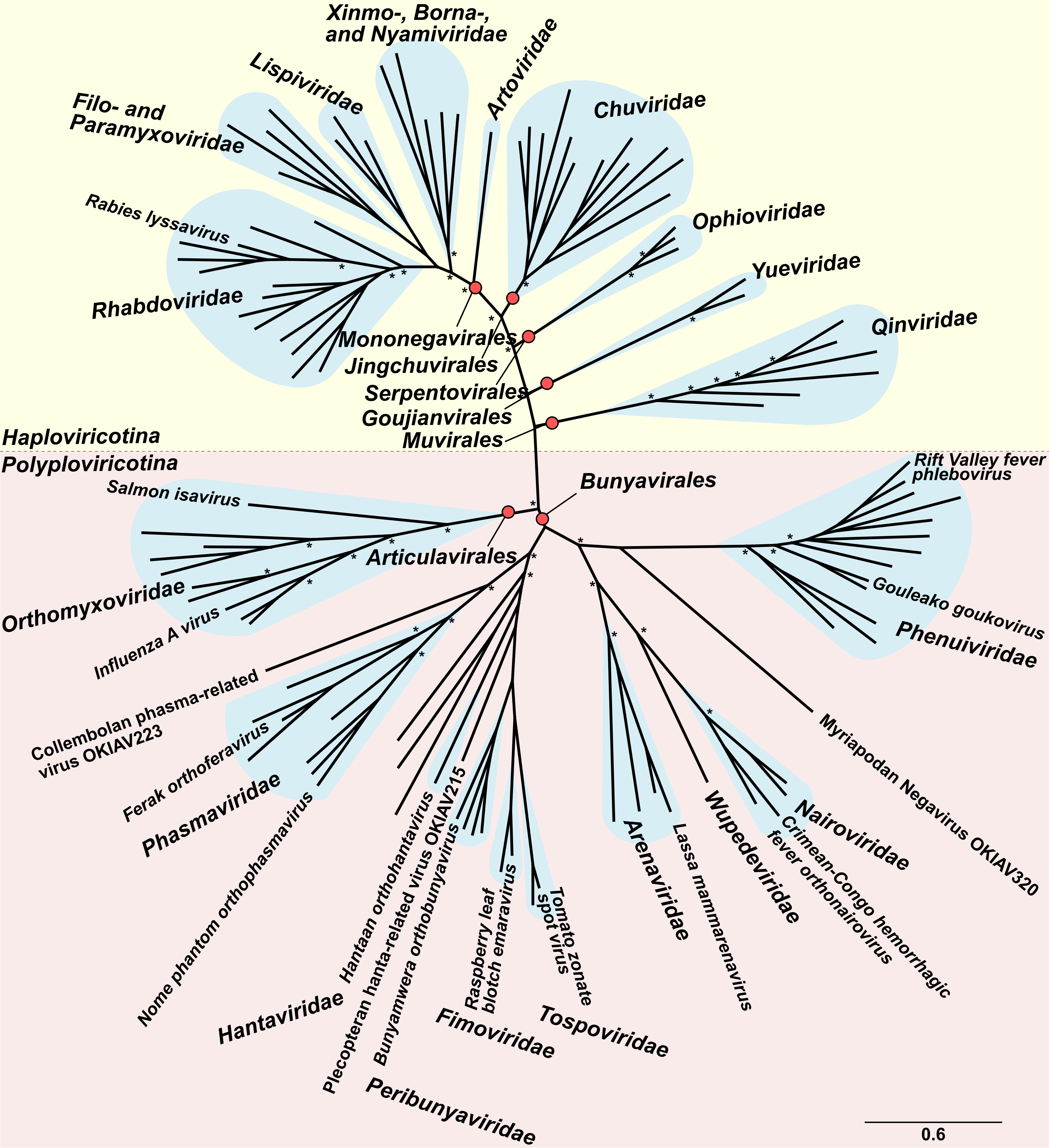
Filogènia de virus d'ARN de cadena negativa.

Una de les aplicacions més pràctiques del rellotge molecular és l'estudi de malalties virals emergents. Estimar les dates de l'origen de llinatges virals pot ser la clau per determinar la causa d'una malaltia emergent, però els virus no solen deixar restes fòssils i els seus orígens sovint són desconeguts. Les dades moleculars permeten reconstruir la història epidemiològica a partir de mostres de virus existents. Els rellotges moleculars virals normalment es calibren utilitzant mostres antigues, com per exemple seqüències extretes de mostres de teixits emmagatzemades. En el cas dels retrovirus endògens, el seu origen pot ser estimat sense una data de calibratge mitjançant la comparació de les repeticions terminals llargues (LTRs) que flanquegen el genoma viral. Aquest mètode ha ajudat a descobrir la història del DNA viral dins el genoma humà.
En cas de tenir accés a vàries dates de calibratge (per exemple, una sèrie de mostres d'un pacient infectat o una col·lecció de mostres arxivades), és possible testar la constància de les taxes en la filogènia viral. Es poden utilitzar vàries dates per establir una relació lineal entre la distància genètica i el temps, i això pot ser utilitzat subseqüentment per estimar la taxa d'evolució molecular o el temps d'origen de l'últim ancestre comú de les mostres. Aquest mètode pot portar problemes estadístics si s'usen comparacions no independents en la regressió. Tot i això, en certs casos, aquest problema es pot resoldre utilitzant mètodes de comparació filogenètica.
Els rellotges moleculars virals també poden mostrar el grau de variació en l'evolució clock-like (de manera similar a un rellotge) de seqüències entre diferents gens o tàxons. Per determinats virus, com el Dengue o la grip, la constància observable de les taxes proveeix un rellotge molecular convincent. Però en el cas d'altres virus, processos complexos de l'evolució molecular, com la recombinació o la selecció, posen en dubte el valor informatiu de la distància genètica com a mesura de temps.